# 颠茄
颠茄（deadly nightshade）是一种茄科草本植物。
原产于西欧的多年生草本植物，后来移植到北非、西亚、北美等地，中国也有引进栽培。原产地为山地背阴潮湿地带，在富含石灰质的土壤中群生。
初春发芽，全长40-50厘米，最高可达5米。根呈圆柱形，直径5～15毫米，表面浅灰棕色，具纵皱纹；老根木质，细根易折断，断面平坦，皮部狭，灰白色，木部宽广，棕黄色，形成层环纹明显，髓部中空。茎扁圆柱形，直径3-6毫米，表面黄绿色，有细纵皱纹及疏稀的细点状皮孔，中空，幼茎有毛。叶多皱缩破碎，完整叶片卵状椭圆形，黄绿至深绿色。花期可持续到夏季，开深紫色花朵，花萼5裂，花冠钟形。之后可结1厘米左右大小的绿色球形果实，成熟后为黑色，具长梗，种子多数。果实据说味道甘甜，但是含有剧毒，绝对不可食用。
西文名称（也是二名法的种加词）belladonna源于意大利语的bella donna，意为“漂亮女人”，因为古代曾提取果实成分制作女性散瞳的眼药水。
栽培时需要注意的事，抵抗日光的能力非常弱，必须遮挡阳光；容易遭Longitarsus waterhousei食用，需要定期喷洒农药防虫害；另外由于存在抑芽物质，种子发芽率不是很高。

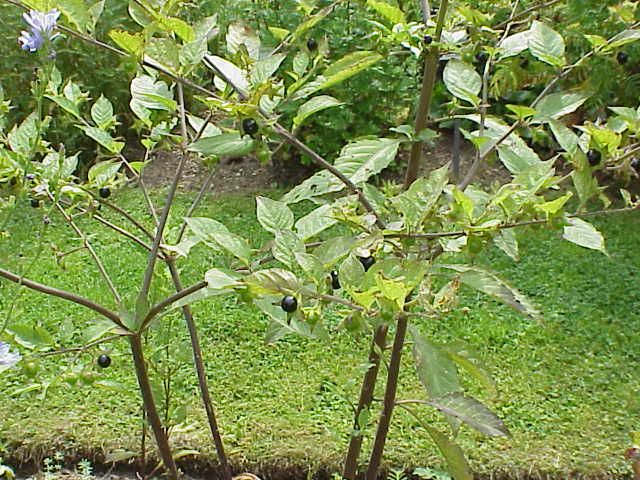
植株
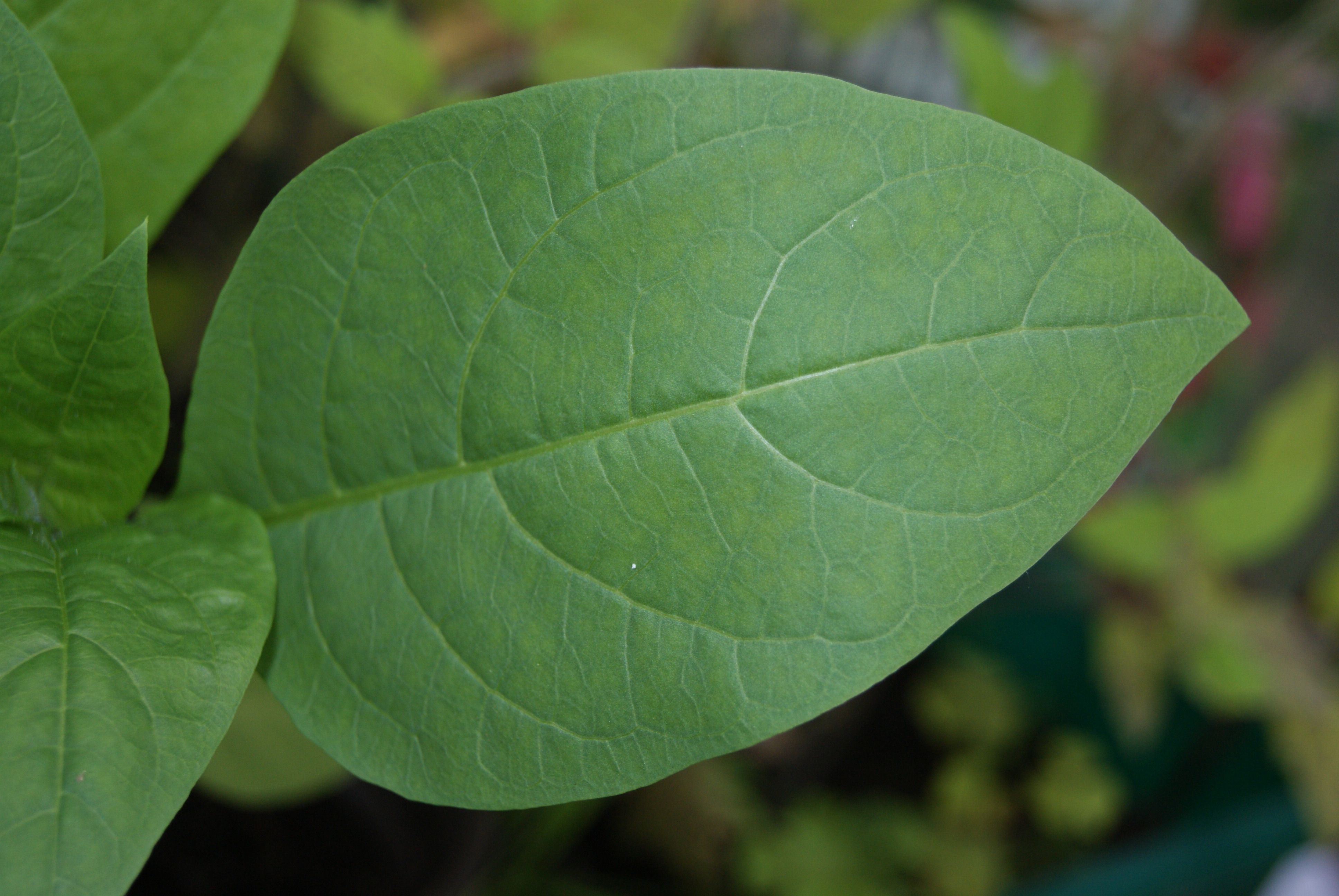
葉
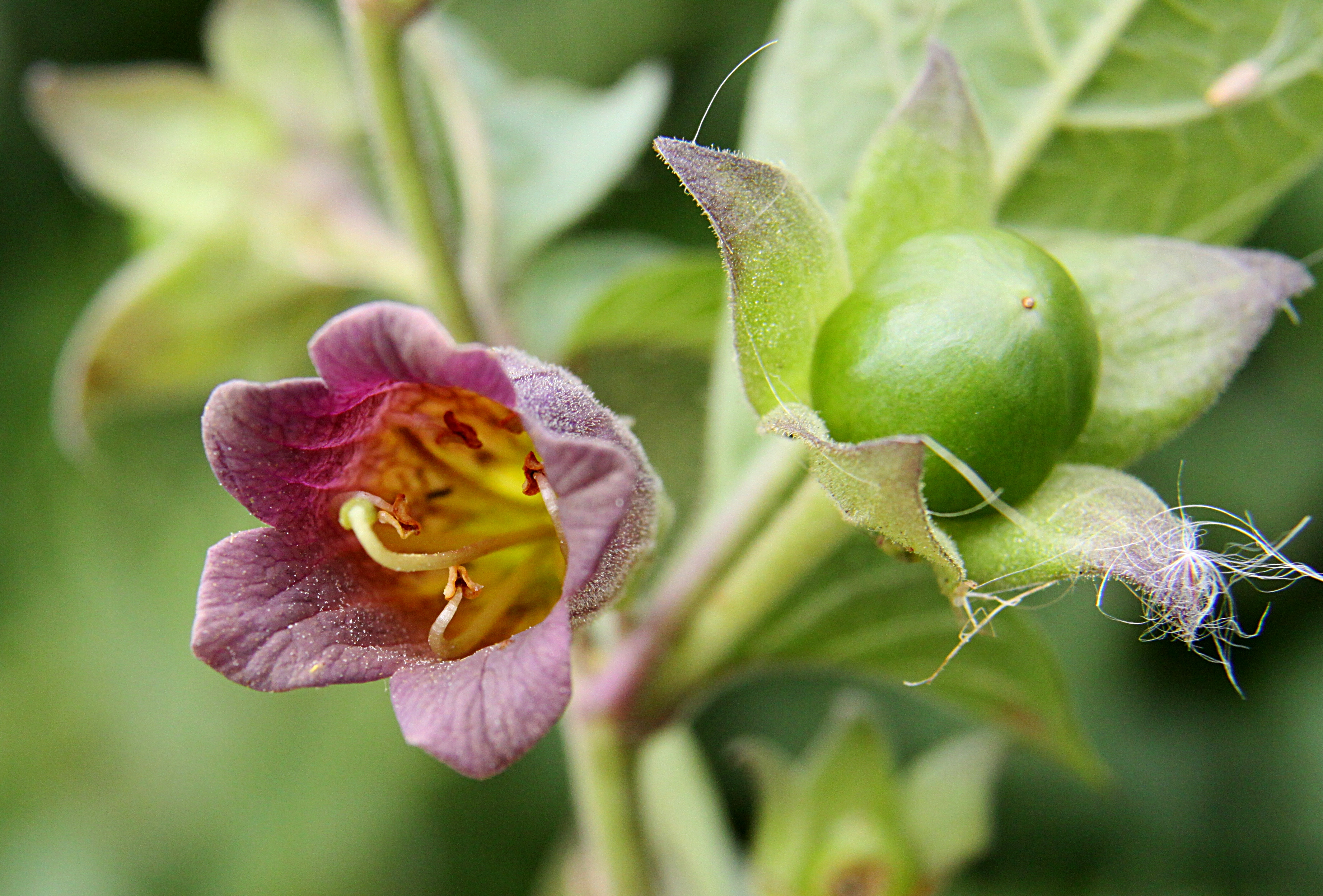
花
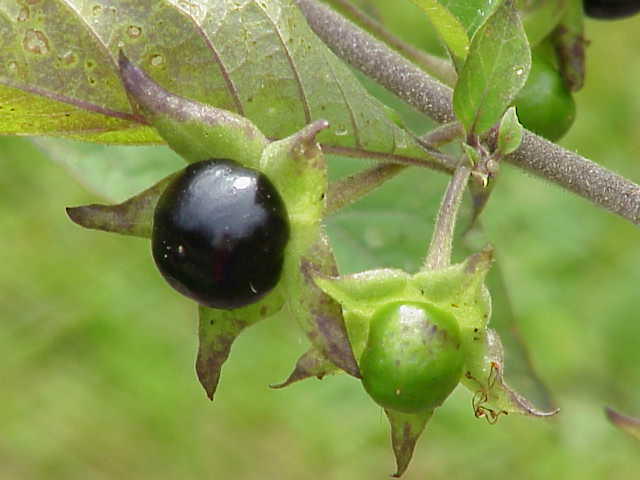
果实
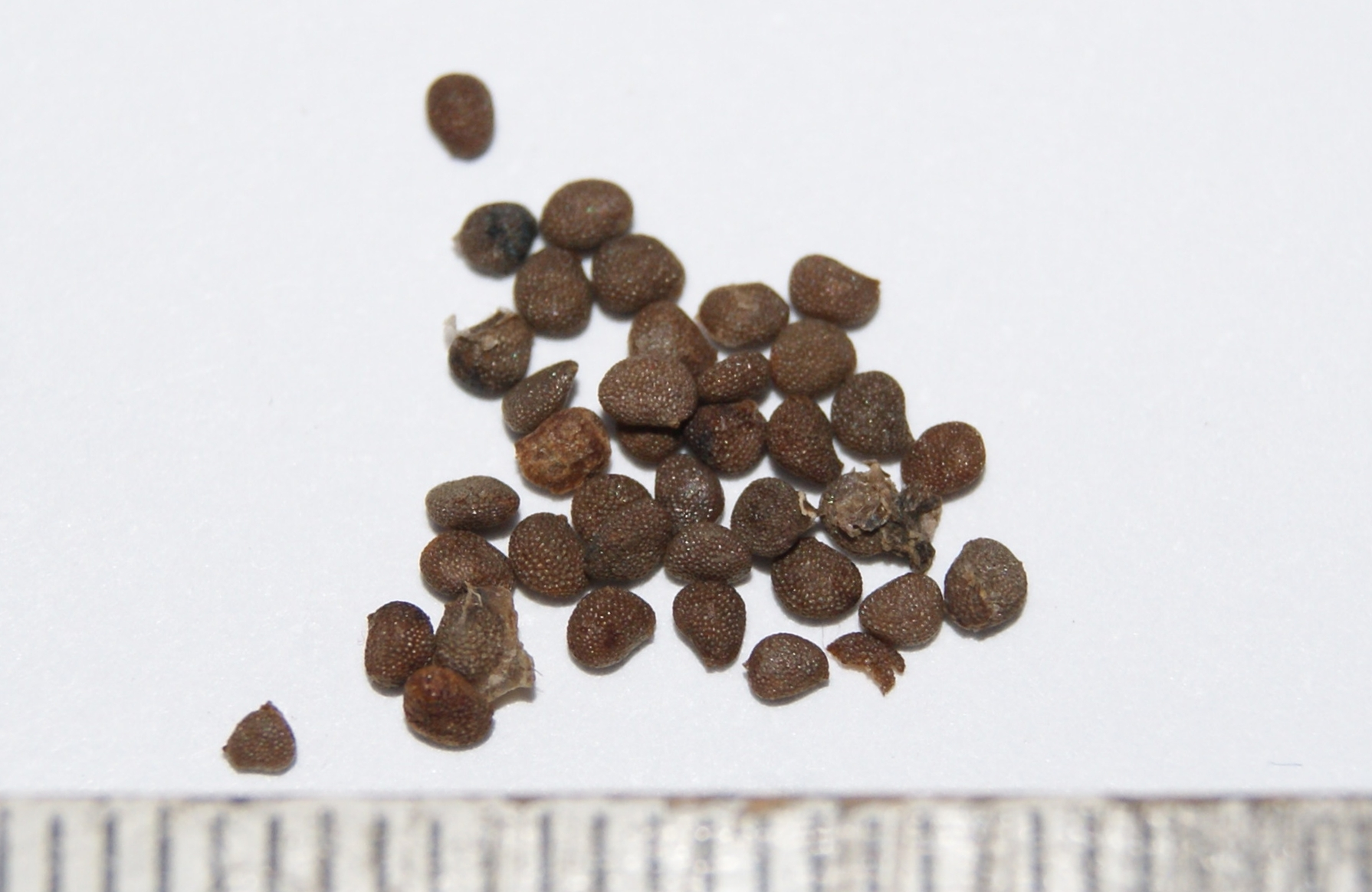
種子

## 历史
颠茄（Atropa belladonna）自古以来广泛用于医疗、美容及毒药用途。
该植物在民间原有多个俗称（如英文中的“deadly nightshade”），现今的学名 Atropa belladonna 由瑞典植物学家卡尔·林奈（1707年－1778年）依据其毒性与外用历史命名。“Atropa”来自希腊神话中的阿特柔波斯，她是三位命运女神之一，负责剪断生命之线。“belladonna”意为意大利语“美丽的女人”，源于文艺复兴时期女性将其用于扩瞳美容的传统。
尽管有说法称女性使用颠茄滴液来扩张瞳孔以显得更有魅力，但这一说法更可能出自较晚时期的误解，将最初的“改善肤色”用途与后来的“扩瞳”混为一谈。
早在公元前4世纪，西奥弗拉斯托斯就推荐将曼德拉草（Mandragora）用于治疗伤口、痛风和失眠，或作为爱情魔药。公元前1世纪，克娄巴特拉七世据传曾使用富含阿托品的埃及莨菪提取物扩张瞳孔。
在古罗马时期，致命茄已作为毒药使用。传言称罗马皇后利维娅·德鲁西拉曾将颠茄果汁掺入无花果，毒死其丈夫——奥古斯都。
公元1世纪，狄奥斯科里德斯将曼德拉草酒记为外科手术或烧灼前的麻醉剂。此类含夜shade类植物和鸦片的麻醉配方在罗马与伊斯兰世界广泛使用，直到19世纪被现代麻醉技术取代。
对颠茄的现代药理研究始于德国化学家弗里德利布·费迪南德·龙格（1795年－1867年）。1831年，德国药剂师海因里希·弗里德里希·格奥尔格·迈因（Heinrich F. G. Mein）成功分离出活性成分的结晶形式，并命名为阿托品（atropine）。
1833年，盖格尔（Geiger）与赫塞（Hesse）也独立地完成了阿托品的提取：
- Geiger; Hesse.  [Preparation of atropine].  5. 1833: 43–81  [2020-01-15]. （原始内容存档于2023-01-12） （德语）.
- Geiger; Hesse.  [Continued experiments on atropine].  6. 1833: 44–65  [2020-01-15]. （原始内容存档于2023-01-12） （德语）.

## 描述

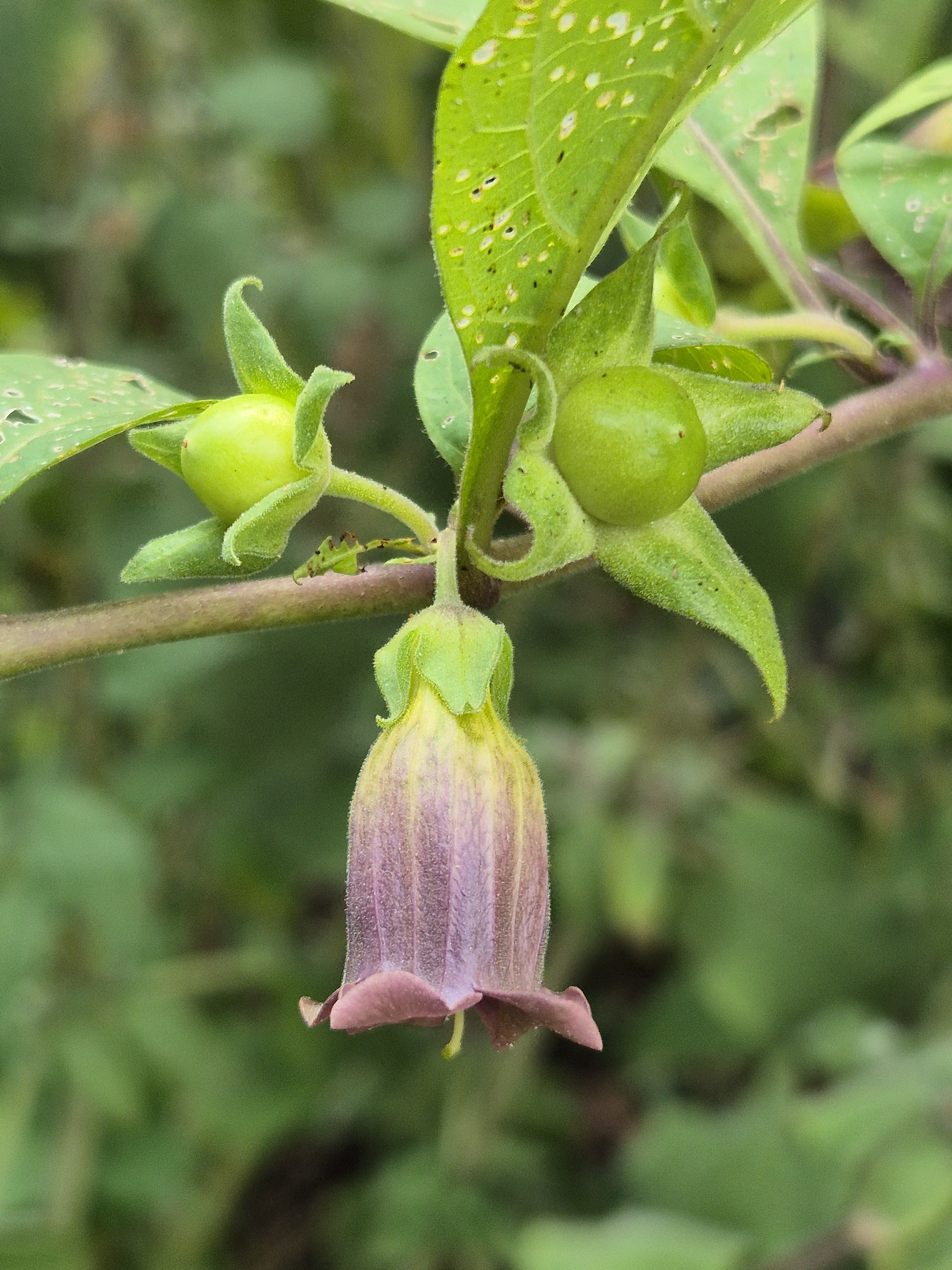
颠茄（Atropa bella-donna）的花朵

颠茄（Atropa bella-donna）是一种具根状茎的分枝性多年生草本植物，属于地面半隐芽植物，常从肉质根部呈亚灌木状生长。植株通常可长至2米（7英尺）（一般为1.5米（5英尺））高，叶片为卵形，最长可达18 cm（7英寸）。
其钟形花呈暗紫色，靠近基部则带有黄绿色调，散发出微弱香气。果实为浆果，初为绿色，成熟时变为亮黑色，直径约1.5 cm（0.6英寸）。果实味甜，会被动物（主要是鸟类）食用并通过粪便传播种子，尽管其果实中含有有毒的生物碱（参见毒性段落）。  
另有一种变种，花为浅黄色，果实亦为淡黄色，被称为颠茄黄花变种（Atropa bella-donna var. lutea）。
颠茄有时会与毒性较低、属于茄科另一属的黑茄（Solanum nigrum）混淆。  
两者的果实在外形上可区分：黑茄的浆果较小、无光泽、成串生长，而颠茄的果实较大、有光泽、略呈扁圆状，通常单生。此外，黑茄的花为白色星状，中部有黄色花药锥形簇集，并非颠茄的管状花型。

## 栽培

1919年Eli Lilly公司颠茄的栽培图像

颠茄（Atropa bella-donna）在园艺中较少种植，但一旦种植，主要是为了其挺拔的植株形态和醒目的浆果。
由于种子外壳坚硬，种子休眠现象普遍，使得其萌发过程较为困难。通常需要数周时间，在交替温度条件下方可发芽，但使用赤霉素可加快其萌发速率。  
育苗时需使用无菌土壤以防止猝倒病（由土壤病原体引起的幼苗腐烂），且在移植过程中应避免干扰根系，以确保其健康生长。

## 分类
颠茄（Atropa bella-donna）属于茄科（Solanaceae），与马铃薯、番茄、茄子、曼陀罗（Datura stramonium）、烟草、枸杞和辣椒等植物为近缘种。
本种的常见名称包括：**致命茄属植物（deadly nightshade）**、**颠茄**、**divale**、**dwale**、**banewort**、**魔鬼浆果（devil's berries）**、**死亡樱桃（death cherries）**、**美丽的死亡（beautiful death）**、**魔鬼草（devil's herb）**、**大羊肚菌（great morel）** 和 **dwayberry** 等。

## 词源
Atropa bella-donna 的学名由卡尔·林奈于1753年在《植物志》（Species Plantarum）中首次正式发表。
属名“Atropa”取自希腊神话中的命运女神之一——阿特洛波斯（Atropos），她掌控生死之线，象征“不可转移之命运”。  
种加词“bella-donna”则源自意大利语，意为“美丽的女人”（bella = 美丽，donna = 女人）， 反映了该植物在文艺复兴时期作为美容品的历史用途，特别是用以增白肤色和放大瞳孔。

## 毒性和药用
全株有毒，特别是根部和根茎毒性最强。叶片表面会出油状液体，接触皮肤会引起过敏，严重导致溃疡。主要成份茛菪碱（Hyoscyamine,C17H23NO3），会引起呕吐、腹泻等症状，类似阿托品中毒。
虽然猫、狗、猪服用颠茄之后会有药理或中毒表现，但对于大多数的动物，如兔子、鸟类、鹿等食用颠茄并无明显中毒表现。
但是，在遵守用法用量的情况下可以入药。在开花至结果期内采收，除去粗茎及泥沙，切段干燥可入药。制剂有颠茄酊、颠茄流浸膏、颠茄浸膏等。
药理作用与阿托品相同，但较弱。主要用于胃痉挛，胃、十二指肠溃疡病，胆绞痛，输尿管结石等引起的腹痛，胃炎及胃痉挛引起的呕吐和腹泻，迷走神经兴奋导致的多汗、流涎、心率慢、头晕、晕服等。
由于有一定毒性，可出现口干、皮肤潮红、干燥、呼吸道分泌物减少、痰粘、腹胀、便秘等不良反应。用量大时可引起心悸、视力模糊、头晕等，中毒量可引起神志不清、谵妄、躁动、幻觉等症状。

## 法律地位
在欧洲、巴基斯坦、北美和巴西，颠茄种植属于合法行为。 在德国各地药店，凭医疗处方可购买颠茄叶和根部制剂。 在美国，含有托烷类生物碱（如阿托品）的药物被列为处方药，美国食品药品监督管理局（FDA）明确认定：任何宣称具有抗胆碱能药物疗效与安全性的非处方药产品均属非法。